# Sala de teatro alternativa
Se conoce por sala alternativa al espacio escénico que por su tamaño, morfología, multifuncionalidad o aparejo técnico difiere de una sala canónica teatral.

## Origen

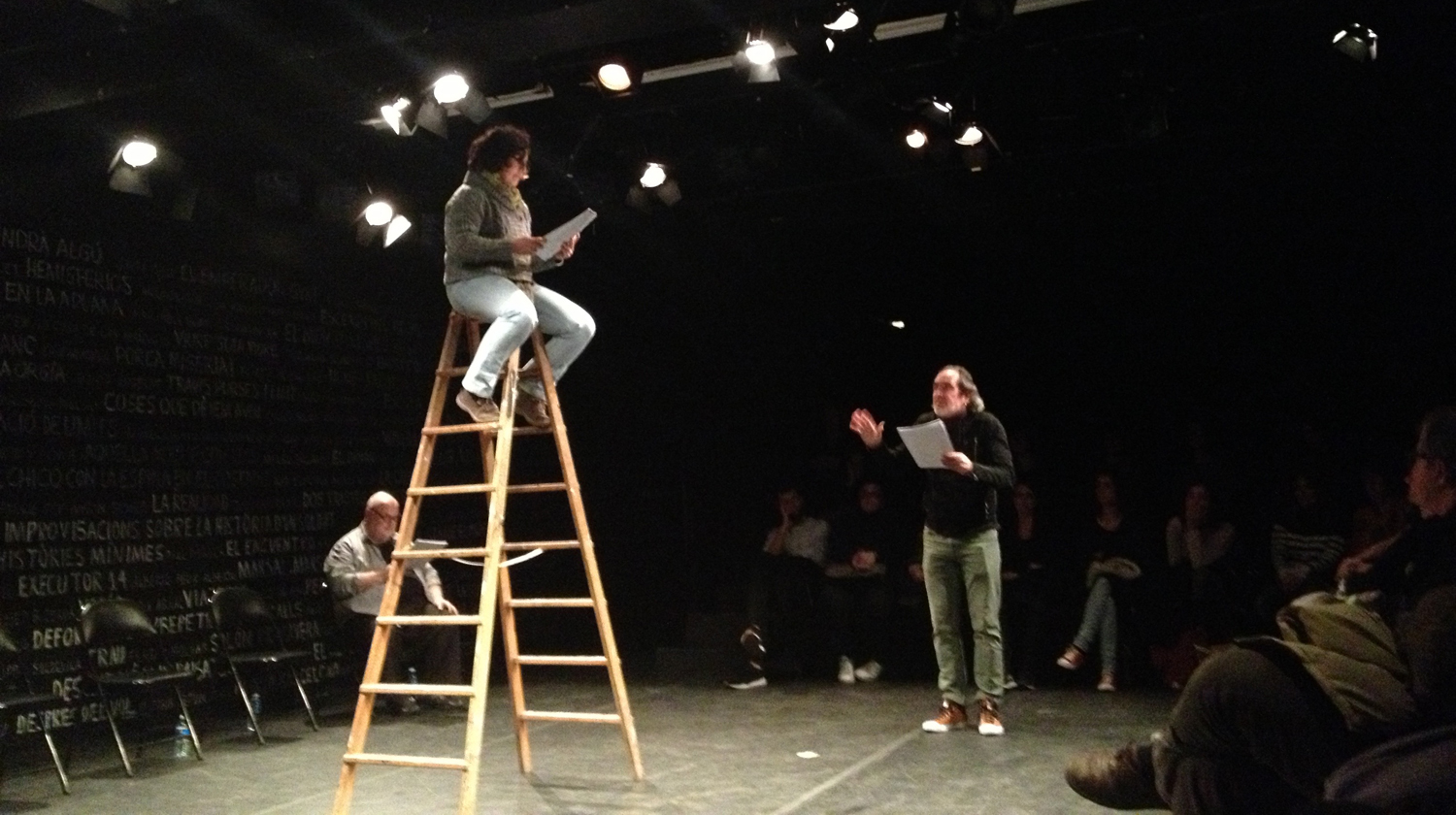
Ejemplo de sala alternativa, con público a tres lados en gradas modulares. Antigua sala Beckett de Barcelona, 2016.

La necesidad de acoger la actividad teatral en un edificio propio responde a tres necesidades: artísticas, funcionales y económicas. La posibilidad de controlar mejor los elementos visuales y sonoros, así como aislar al público de las inclemencias del tiempo en un recinto cerrado -lo que permite un mayor control del público asistente de manera que todos paguen la entrada- estructurado de manera racional para encaber al mayor número de espectadores que la técnica arquitectónica del momento permita.
Como Peter Brook postula en su Espacio Vacío, la tendencia natural de un artista callejero cuando busca el mejor emplazamiento posible -para una mejor escucha, visión y mayor audiencia- es la de un terreno ligeramente inclinado, de manera que situándose la escena en su parte más baja el público no se estorbe entre ellos. La arquitectura de la antigua Grecia respeta este concepto realizando sus teatros en las laderas de las colines adyacentes a las polis y, en el caso romano, el teatro se lleva a la ciudad y se crea artificialmente esta orografía por medio de arcos y muros de carga con que presentar una platea (la cavea) inclinada. A la hora de implantar este edificio en una trama urbana -habitualmente ortogonal- hace que se sacrifique parte de las graderías que rodeaban la Orchestra, de manera que este tipo de teatros ya son menos circulares y un poco más frontales que sus predecesores.
El teatro a lo largo de los años se va adaptando a las necesidades sociales (mostrarse y dejarse ver), aumenta el espacio escénico para hacer posibles bailes y mostrar mayores escenografías, añade la caja escénica donde colgar murales pintados y va incorporando nuevas tecnologías, ahondando en una tipología arquitectónica cada vez más compleja y poco versátil que fue alejándose paulatinamente de una conformación de escena rodeada por tres de sus lados por el público a una escena enfrentada a una platea, lo que hoy se conoce por teatro a la italiana.

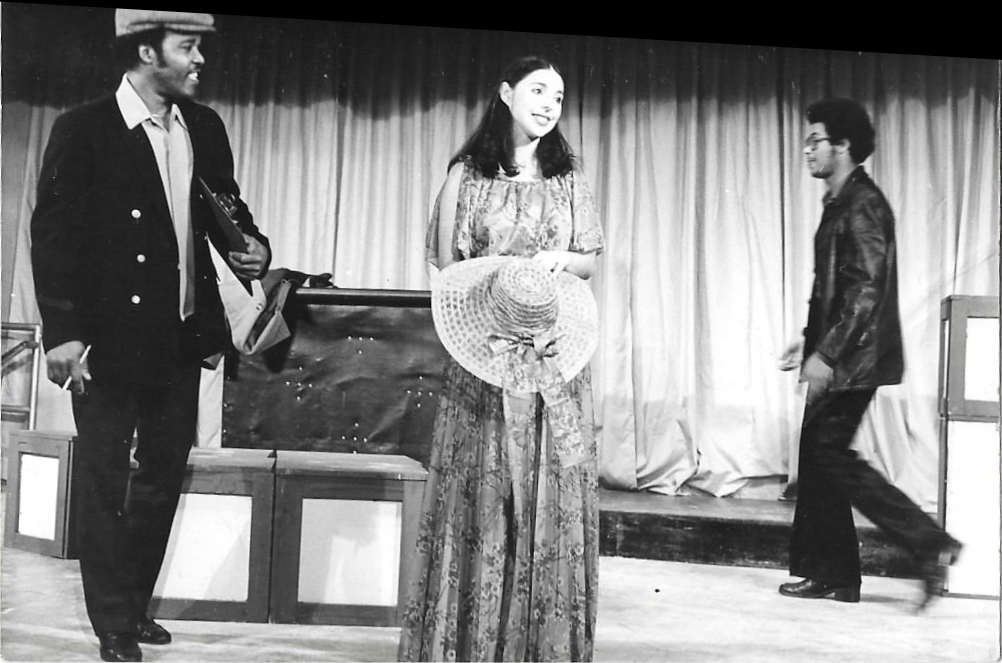
Off Broadway suele estar conformado mayoritariamente por salas alternativas donde prima la cercanía con el espectador.

Es con la llegada del siglo XX y la paulatina aparición de dramaturgos, artistas y creadores de la talla de Stanislavsky o Grodon Craig que se pone en crisis esta conformación espacial que obliga a hacer un único tipo de teatro y se comienza a plantearse otra manera de concebir el espacio y su relación con el público. Pero no es hasta que la evolución de la técnica, tanto de ingeniería como teatral a partir de los años veinte, que un espacio diferente se puede plantear para la realización de piezas teatrales: un ejemplo pionero será el teatro total de Walter Gropius. Con el tiempo comienzan a aparecer estos nuevos modelos, pero es tanto el cambio morfológico del edificio para consentir esta versatilidad para mover las graderías que hace que el espectador necesite diferenciarlos de los espacios anteriores, de manera que se comenzará a utilizar la nomenclatura de "sala teatral" en oposición a "teatro" para el edificio canónico.
Una sala alternativa por lo tanto es heredera de esta búsqueda de una representatividad más versátil o más cercana y natural al espectador que solo puede darse a base de sacrificar algunos elementos arquitectónicos iconográficos adquiridos con el tiempo como son la embocadura y telón de boca, los palcos o la torre escénica. Otro origen menos conceptual y más pragmático es que una sala alternativa puede surgir de la oportunidad de ganar para el teatro un espacio infrautilizado, cuyo minimalismo a nivel arquitectónico y de aparato eléctrico a veces responde a una falta de recursos o respaldo económico. Un ejemplo del primer caso sería la sede original del Teatre Lliure o la Sala Villarroel que se reconvirtieron de un espacio a la italiana a un espacio variable, mientras que un ejemplo del segundo caso sería La Sala Fénix o Porta4 que por limitaciones espaciales tienden a mantener una frontalidad similar a la del teatro a la italiana.

## Espacio no canónico y espacio singular

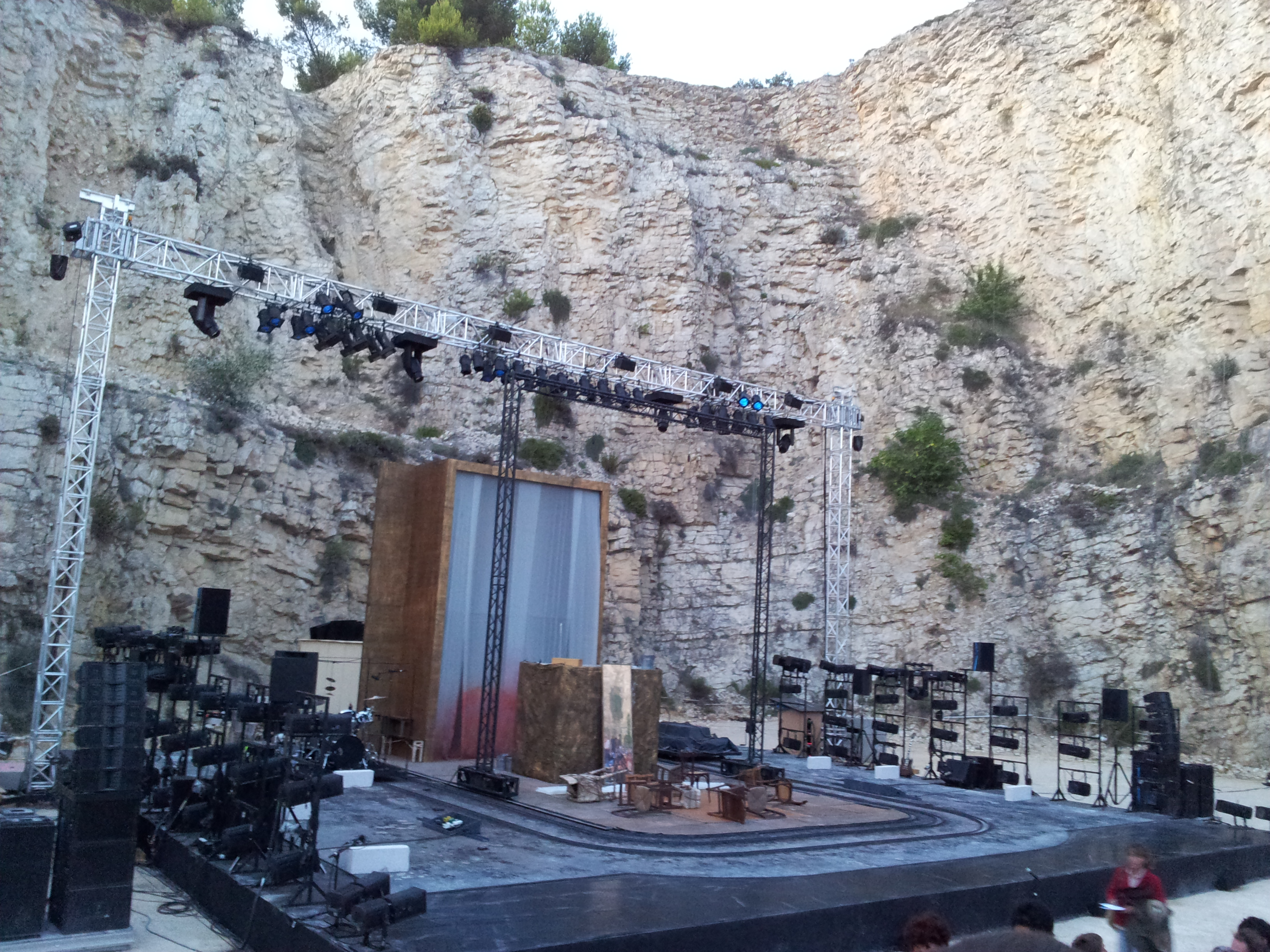
Cantera de Boulbón, ejemplo de espacio singular. Este espacio no canónico es utilizado anualmente para el Festival de Aviñón.

La principal diferencia entre sala alternativa y espacio no canónico es que este último no posee ningún tipo de infraestructura teatral y, o bien se tiene que realizar la función sin aparejo, luces ni sonido, o bien se tiene que hacer una adecuación puntual. En el momento en el que un espacio no canónico -ya sea una antesala de un museo o una nave industrial abandonada- se comienza a dotar de infraestructura y programación regular pasaría ya a considerarse como sala alternativa. 
Un sinónimo de espacio no canónico es espacio singular: es este nombre junto con el de "teatro natural" el que se suele usar en caso de que sea un espacio o entorno natural -una cascada, una playa paradisíaca, etc- el cual, aunque se le dote de infraestructura teatral no se le puede considerar sala por no ser un edificio.

## Salas alternativas conocidas
Hoy en día por motivos artísticos y económicos existe una proliferación de salas escénicas tanto para llevar el teatro al extrarradio de una ciudad sin un gran dispendio de dinero público como para completar el tipo de teatro que se puede representar en una urbe que solo tenía teatros a la italiana. Un ejemplo de iniciativa pública serían los teatros del Matadero de Madrid, mientras que el complejo de la Cartoucherie de París, la Sala Beckett, la Nave73 o la Nave Ivanow responderían a iniciativas de teatro independiente.

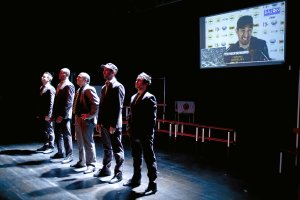
Fair Play de Antonio Rojano en la Sala Cuarta Pared de Madrid. Octubre, 2011.

La sala alternativa pueden variar en tamaño, desde espacios incluso superiores a los de un teatro convencional hasta centros culturales autogestionados de una cincuentena de localidades como es el Ateneo del Raval o el Club Cronópios o micro-salas como La casa de la Portera o Timbre4, todo un referente en Buenos Aires.